# Boom (Doctor Who)
"Boom" é o terceiro episódio da 14.ª temporada da série de ficção científica britânica Doctor Who, lançado originalmente através do BBC iPlayer e Disney+ em 18 de maio de 2024. O episódio gira em torno do Décimo quinto Doutor (Ncuti Gatwa) e sua acompanhante Ruby Sundayy (Millie Gibson), que pousam em um planeta alienígena no meio de uma guerra em grande escala. Quando o Doutor pisa em uma mina terrestre, ele é forçado a encontrar uma solução para desarmá-la sem se mover.
O episódio foi escrito e produzido por Steven Moffat (que atuou anteriormente como showrunner da série entre 2010 e 2017) e dirigido por Julie Anne Robinson. É considerado um episódio de garrafa, pois foi filmado inteiramente em dois cenários construídos no Wolf Studios Wales e contou com um elenco limitado, incluindo uma aparição surpresa de Varada Sethu, que deveria estrear em Doctor Who somente na 15.ª temporada como uma nova acompanhante do Doutor. A recepção crítica do episódio foi positiva.

## Enredo
Em um planeta alienígena devastado por uma guerra, o soldado ferido John Francis Vater, membro do Exército Anglicano, é capturado e morto por uma ambulância robótica, sendo transformado em um cilindro contendo uma I.A. com sua personalidade. O Doutor, acabando de chegar na TARDIS, e seguido por Ruby, o persegue e pisa em uma mina terrestre criada pela empresa fabricante de armas Villengard. A mina é acionada afetando o DNA de quem pisa nela, transformando-o em um explosivo. O Doutor sabe que seu DNA, sendo de um Senhor do Tempo, e não de um humano, causaria uma explosão que destruiria metade do planeta.
Para se contrabalançar, em vez de ficar apoiado em uma perna só, o Doutor pega o cilindro de Vater. A filha deste, Splice, chega em busca do pai. Ruby é forçada a manter Splice longe do Doutor e do cilindro, para não acionar a mina. O trio é então acompanhado pela soldada Mundy Flynn, também parte do Exército Anglicano, que explica que eles estão lutando contra os Kastorianos, alienígenas que se acredita viverem no subsolo. O Doutor avisa Mundy sobre a situação. Outra ambulância robô chega para "tratar" o Doutor, forçando Ruby e Mundy a distraí-lo com um combate. Antes que Ruby possa atirar no braço de Mundy, o soldado Canterbury James Olliphant (conhecido como Canto), que tem uma queda por Mundy, chega e atira em Ruby, deixando-a gravemente ferida.
O Doutor revela a verdade: não há Kastorianos e a Villengard está ganhando dinheiro simplesmente com a presença dos soldados. Para deter a mina terrestre, bem como as ambulâncias que chegam em massa, eles precisam se render. Como nem Mundy nem Canto têm autoridade para fazê-lo, o Doutor convence a I.A. de Vater a entrar nos bancos de dados da Villengard para desligar o equipamento. Ao tentar reconfigurar uma ambulância que tratava de Ruby, Canto é morto, deixando um cilindro que diz a Mundy o quanto ele a ama. As ambulâncias da Villengard tentam lutar contra a I.A. de Vater, mas ele consegue não apenas desligar a mina terrestre, permitindo assim que o Doutor saia dela, mas também derrubar toda Villengard, encerrando a guerra e permitindo que a ambulância realmente trate Ruby. Mundy acolhe Splice, tendo prometido anteriormente a Vater que o faria, enquanto eles se despedem do Doctor e Ruby aliviados.

## Produção

### Desenvolvimento

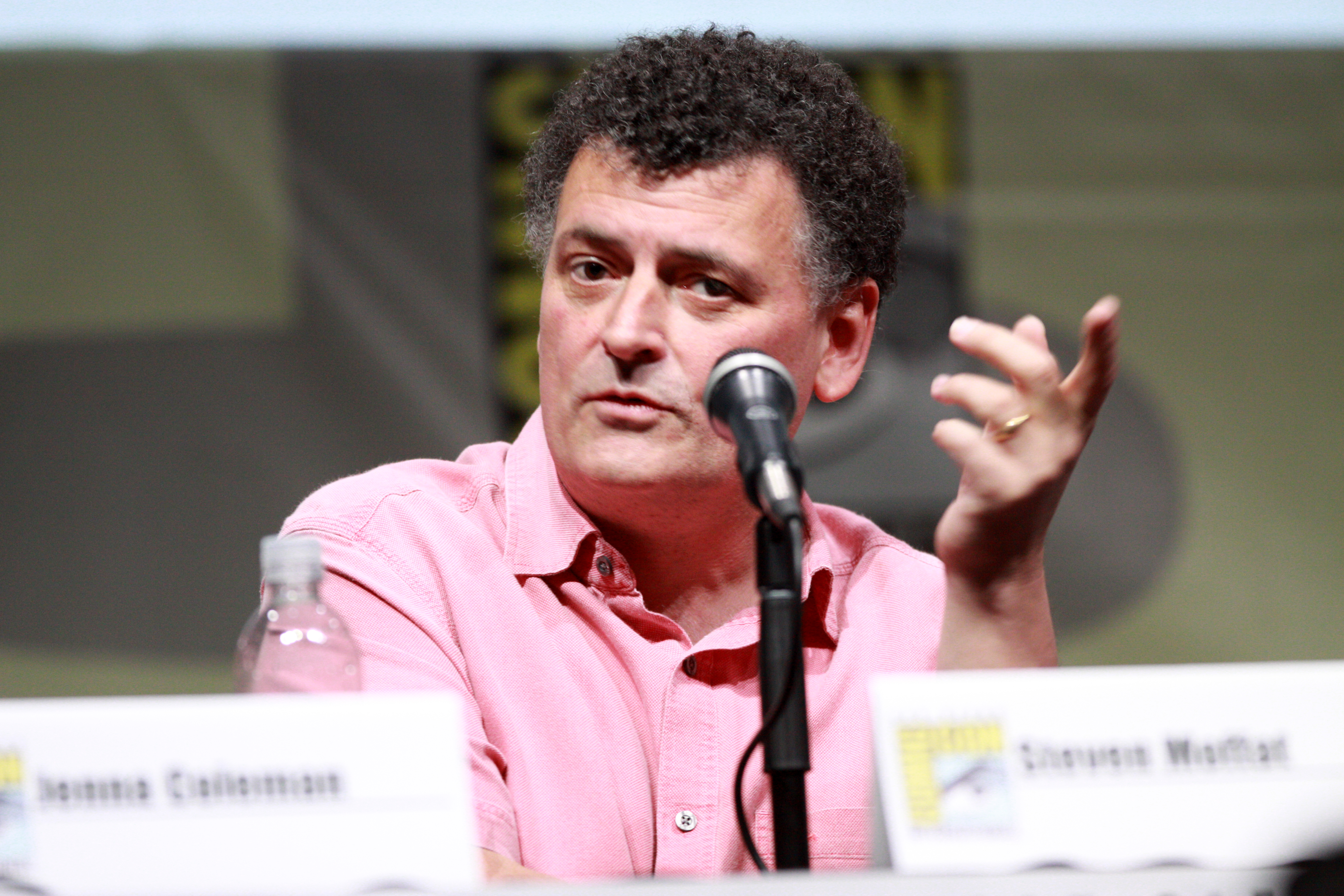
O episódio marcou o retorno de Steven Moffat, ex-showrunner da série, como escritor convidado.

"Boom" foi escrito pelo ex-showrunner e produtor executivo de Doctor Who, Steven Moffat. Foi o primeiro episódio que ele escreveu para o programa desde "Twice Upon a Time" (2017). Ele foi convidado a retornar ao show pelo atual showrunner, Russell T Davies, que também havia retornado a Doctor Who e que também foi o antecessor original de Moffat. Ao conceituar o episódio, Moffat se inspirou no primeiro episódio de Genesis of the Daleks (1975), no qual o Quarto Doutor pisa em uma mina terrestre por alguns momentos e queria expandir o conceito para abranger todo o episódio. Ele também esperava criar um episódio de suspense, acreditando que era um gênero que o programa não havia explorado anteriormente. Moffat afirmou que começou a escrever uma versão aproximada do episódio no final de 2021, antes de dizer oficialmente ao escritório de produção que havia aceitado a oferta de Davies. Acreditando que seu primeiro rascunho não havia começado no lugar certo, ele o descartou-o depois de escrever entre 12 e 14 páginas, reescrevendo-o novamente. O episódio expandiu a história da empresa armamentista fictícia "Villengard", que foi mencionada pela primeira vez em "The Doctor Dances" (2005), também criada por Moffat.  A leitura do roteiro ocorreu em 1º de março de 2023.  Moffat também assumiu o papel de produtor executivo do episódio e liderou reuniões de tom antes do início das filmagens. "Boom" apresenta locações limitadas e um elenco pequeno, fazendo com que fosse considerado um episódio de garrafa.

### Filmagens
"Boom" foi filmado no terceiro bloco de produção da 14.ª temporada, juntamente com "Space Babies", que serviu como o primeiro episódio da temporada. Julie Anne Robinson dirigiu o episódio e optou por filmá-lo cena por cena em vez de fora de ordem, como normalmente é feito. Robinson também optou por filmar tomadas mais longas do que o normal na série, algumas das quais duraram até sete minutos.
A equipe de produção precisava de uma cratera com a qual pudessem filmar por até 20 dias. Eles consideraram filmar in loco e exploraram muitas pedreiras, incluindo a montanha Parys, no País de Gales. O designer de produção Phil Sims decidiu construir o cenário em um estúdio no Wolf Studios Wales para evitar a possibilidade de mau tempo. Um acampamento ambientado no episódio foi construído no backlot do Wolf Studios e utilizou contêineres e a parede externa do estúdio como cenário. O restante do planeta alienígena foi feito usando imagens geradas por computador e exibido em um grande painel de LED.

### Elenco
O episódio contou com uma aparição não anunciada de Varada Sethu, que interpretou Mundy Flynn. Sethu, entretanto, foi anunciada como uma nova acompanhante do Doutor na 15.ª temporada do programa. Sethu revelou mais tarde que ela não foi escalada para a temporada seguinte até bem depois das filmagens de "Boom" terem sido concluídas. Davies confirmou que a personagem acompanhante de Sethu não seria Flynn, mas sugeriu uma eventual conexão entre as duas. Moffat comparou a aparição dela com a de Clara Oswald, interpretada por Jenna Coleman, que foi anunciada como uma nova acompanhante do Doutor e apareceu como uma personagem ligeiramente diferente, embora conectada, um ano antes do esperado.
Susan Twist retratou a I.A. da ambulância vista no episódio. Twist também fez aparições nos episódios anteriores como personagens aparentemente diferentes. O restante do elenco convidado foi composto por Joe Anderson, Majid Mehdizadeh-Valoujerdy, Caoilinn Springall e Bhav Joshi.

## Transmissão e recepção
| Críticas profissionais:           | Críticas profissionais: |
| Pontuações agregadas              | Pontuações agregadas    |
| Fonte                             | Avaliação               |
| --------------------------------- | ----------------------- |
| Rotten Tomatoes (Pontuação Média) | 86%                     |
| Rotten Tomatoes (Tomatometer)     | 7,8/10                  |
| Avaliações da crítica             |                         |
| Fonte                             | Avaliação               |
| Digital Spy                       | [ 24 ]                  |
| Empire                            | [ 25 ]                  |
| Evening Standard                  | [ 26 ]                  |
| i                                 | [ 27 ]                  |
| IGN                               | 8/10                    |
| Radio Times                       | [ 29 ]                  |
| The Independent                   | [ 30 ]                  |
| The Telegraph                     | [ 31 ]                  |
| Total Film                        | [ 32 ]                  |
| TV Fanatic                        | [ 33 ]                  |

### Transmissão
No Reino Unido, "Boom" foi lançado pela primeira vez no BBC iPlayer e exibido na BBC One em 18 de maio de 2024. Foi lançado de forma simultânea internacionalmente no Disney+.

### Audiência
O episódio teve uma audiência noturna de 2,04 milhões de espectadores durante sua transmissão na BBC One. Foi o programa mais visto do canal naquele dia. O episódio perdeu quase 200 mil espectadores em relação ao anterior, "The Devil's Chord".

### Recepção crítica
No agregador de críticas Rotten Tomatoes, 86% dos 14 críticos deram uma avaliação positiva ao episódio. O consenso do site afirma: "Com o ex-showrunner Steven Moffat retornando para as funções de roteirista, "Boom" dá grandes passos no desenvolvimento desta nova dupla, mesmo com o Doutor de Ncuti permanecendo perfeitamente imóvel."
Descrevendo o episódio como "um clássico instantâneo", Emily Murray da Total Film escreveu: "Uma premissa simples e lindamente executada, ninguém pode escrever Doctor Who como Moffat - e Ncuti Gatwa nunca esteve melhor."  Stefan Mohamed, escrevendo para o Den of Geek, elogiou o episódio por sua simplicidade, audácia e qualidade estimulante. Ele destacou fortes atuações do elenco principal e enfatizou que o alto conceito contribui para uma experiência de visualização envolvente, afirmando que "o episódio é habilmente estruturado, equilibrando construção de mundo eficiente e interessante, terror, suspense, comédia, momentos emocionais dos personagens, a mencionada futura acompanhante e alguns temas atraentes, sem que nenhum aspecto sobrecarregue os outros". Gatwa, Gibson e Sethu foram elogiados por suas atuações, enquanto a escrita de Moffat também foi apreciada pelos críticos que notaram a tensão por trás dos diálogos.
Por outro lado, Ed Power, do The Independent, sentiu que Moffat se contradisse abertamente e tratou os tópicos do episódio de maneira muito direta. Além disso, Anita Singh, do The Daily Telegraph, achou que a influência da Disney era muito grande e não conseguiu ver o risco potencial de acreditar que era muito cedo para o novo Doutor morrer.
Gatwa afirmou que o episódio foi o seu favorito da temporada.